# Суберкасо, Луис
Луис Суберкасо (исп. Luis Subercaseaux; 1882—1973) — чилийский дипломат и атлет. Прославился тем, что стал первым участником от Чили и Южной Америки вообще на Олимпийских играх 1896 года в Афинах. По данным НОК Чили Луис Суберкасо в возрасте 15 лет соревновался на дистанциях 100, 400 и 800 м. В протоколах игр, однако, его участие не зафиксировано.

## Биография
Выходец из богатой чилийской семьи гасконского происхождения. Сын Рамона Суберкасо (1854—1937) — чилийского художника-импрессиониста и дипломата, министра иностранных дел Чили. Брат художника и католического монаха Педро Суберкасо (1880—1956).
Суберкасо учился в бенедиктинском колледже в Provincias Vascongadas во Франции, где установил рекорд по прыжкам в высоту. Был одним из основателей футбольного клуба Santiago Morning, президентом клуба верховой езды в Сантьяго.
В своей дипломатической карьере был послом Чили в Перу, Испании и Ватикане, поверенным в делах в Бельгии, Чехославакии, Греции, Голландии, Норвегии, Польше, Югославии до 1928 года.
В Олимпийском музее Чили установлен бюст Луиса Суберкасо.